# Ha-Chavacelet

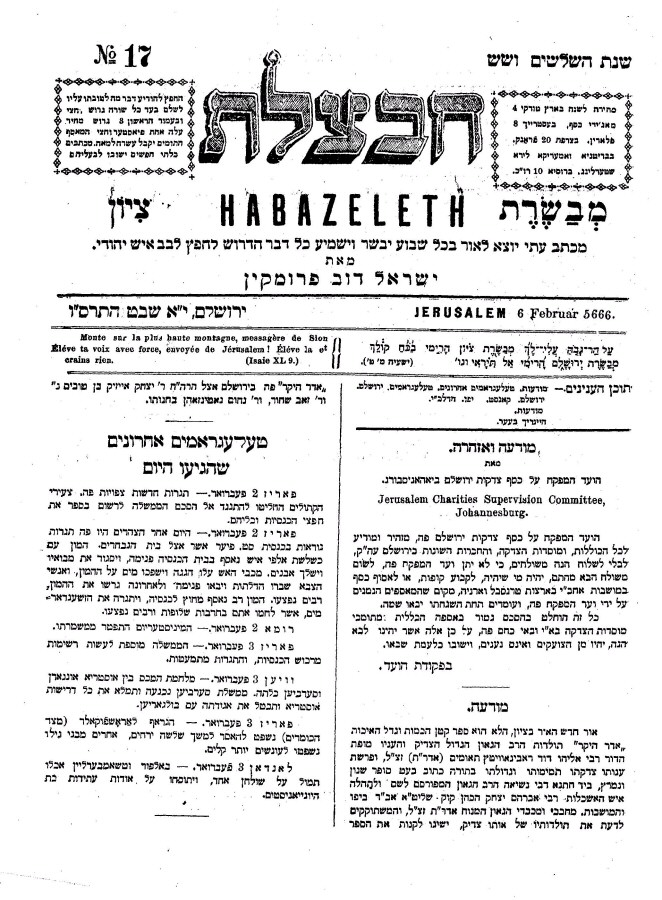
Titulní stránka ha-Chavacelet z roku 1906

ha-Chavacelet (hebrejsky החבצלת, doslova Lilie) byl hebrejský psaný list vycházející v turecké Palestině od roku 1863 jako druhé hebrejské periodikum tištěné v Palestině v novověkých dějinách.
List vznikl jen zhruba šest měsíců poté, co začaly vycházet úplně první hebrejské noviny v novověké historii Palestiny, týdeník ha-Levanon. Šéfredaktorem ha-Chavacelet byl rabín Jisra'el Bak. List vyjadřoval názory komunity ultraortodoxních Židů chasidského směru. Vzhledem k tomu, že konkurenční ha-Levanon byl orientován na ultraortodoxní komunitu mitnagdim, panovaly mezi oběma novinami napjaté vztahy. Jejich šéfredaktoři na sebe dokonce vzájemně donášeli tureckým úřadům. Výsledkem bylo, že turecká správa nechala vydávání obou listů zastavit. Publikování ha-Chavacelet bylo obnoveno roku 1870, nyní byl šéfredaktorem Bakův zeť Dov Frumkin. Obnovený týdeník vystupoval proti systému chaluky (přežívání židovských komunit v Palestině na bázi pravidelných příspěvků od souvěrců). V té době se v Palestině objevilo několik dalších hebrejských novin, ale ha-Chavacelet jako jediný přetrval. Frumkin ovšem pro své názory čelil exkomunikaci od židovských náboženských autorit. Prosazoval rovněž, aby Židé v Jeruzalému pomáhali židovským uprchlíkům, kteří sem začali v 80. letech 19. století přicházet z Ruska. Zastával se také jemenitských Židů, kteří čelili těžkým sociálním podmínkám v prvních židovských zemědělských osadách vznikajících v Palestině. Do listu přispíval i Eliezer Ben Jehuda, hlavní postava obnovy novověké hebrejštiny. Později Ben Jehuda přešel do novin ha-Cvi.